# Пам'ятки історії Нікольського району
У Нікольському районі Донецької області на обліку перебуває 35 пам'яток історії.
| № пп | Охорон. номер | Найменування пам'ятки                                                                 | Місцезнаходження пам'ятки                                                                                            | Рік встановлення     | Автор                           | Рішення              |
| ---- | ------------- | ------------------------------------------------------------------------------------- | --- | -------------------- | ------------------------------- | -------------------- |
| 1.   | 897           | Братська могила радянських воїнів Південного фронту і пам'ятник воїнам-односельчанам. | Нікольський район р-н, смт Нікольське, вул. Свободи.                                                                 | 1969 р.              | -                               | 17.12.1969 р. № 724  |
| 2.   | 1940          | Братська могила радянських воїнів Південного фронту.                                  | Нікольський р-н, смт Нікольське, 5-й км шосе Нікольське — Маріуполь.                                                 | 1957 р. рек. 1982 р. | Архітектор: Лукін А. Л.         | 19.04.1983 р. № 280р |
| 3.   | 3156          | Могила Єсауленка В. Ф, воїна-афганця, прапорщика.                                     | Нікольський р-н, смт Нікольське,. старий цвинтар, центральна частина.                                                | 1989 р.              | -                               | 14.07.1993 р. № 419  |
| 4.   | 898           | Братська могила радянських воїнів і пам'ятник односельчанам.                          | Нікольський р-н, Нікольська сел./р, с. Новоянисоль, центр.                                                           | 1969 р.              | -                               | 17.12.1969 р. № 724  |
| 5.   | 2153          | Пам'ятник на честь революційних подій.                                                | Нікольський р-н, Боївська с/р, с. Бойове, вул. Сенатосенка, біля контори гос-ва «Покровське».                        | 1987 р.              | Скульптор: Пишний В.            | 10.11.1984 р. № 663р |
| 6.   | 2152          | Пам'ятник Дорофєєву І. М. Герою Радянського Союзу.                                    | Нікольський р-н, Боївська с/р, с. Бойове, вул. Сенатосенка, біля школи.                                              | 1982 р.              | Скульптор: Гонтар С. О.         | 10.11.1984 р. № 663р |
| 7.   | 893           | Братська могила радянських воїнів Південного фронту і пам'ятник односельчанам.        | Нікольський р-н, Боївська с/р, с. Бойове, вул. Сенатосенка, 51.                                                      | 1956 р. рек. 1985 р. | -                               | 17.12.1969 р. № 724  |
| 8.   | 914           | Пам'ятник Сенатосенку Г. П., Герою Радянського Союзу.                                 | Нікольський р-н, Боївська с/р, с. Бойове, центр.                                                                     | 1967 р.              | Скульптор: Гонтар С. О.         | 17.12.1969 р. № 724  |
| 9.   | 895           | Братська могила радянських воїнів Південного фронту.                                  | Нікольський р-н, Боївська с/р, с-ще Малинівка, центр села, парк.                                                     | 1956 р.              | -                               | 17.12.1969 р. № 724  |
| 10.  | 896           | Могила Долгушичева І. П., радянського воїна.                                          | Нікольський р-н, Боївська с/р, с. Суженка, центр.                                                                    | 1956 р.              | -                               | 17.12.1969 р. № 724  |
| 11.  | 894           | Братська могила радянських воїнів і пам'ятник односельчанам.                          | Нікольський р-н, Зеленоярська с/р, с. Федорівка, центр.                                                              | 1958 р. рек. 1975 р. | Скульптор: Балдін Ю. І.         | 17.12.1969 р. № 724  |
| 12.  | 912           | Братська могила радянських воїнів Південного фронту.                                  | Нікольський р-н, Зеленоярська с/р, с. Зелений Яр, центр.                                                             | 1956 р. рек. 1990 р. | Скульптор: Гонтар С. О.         | 17.12.1969 р. № 724  |
| 13.  | 913           | Братська могила радянських воїнів Південного фронту.                                  | Нікольський р-н, Зеленоярська с/р, с. Лугове, східна частина села.                                                   | 1957 р. рек. 1979 р. | Скульптор: Шеховцов В. М.       | 17.12.1969 р. № 724  |
| 14.  | 902           | Братська могила радянських воїнів Південного фронту і пам'ятник односельчанам.        | Нікольський р-н, Кальчицька с/р, с. Кальчик, центр.                                                                  | 1959 р. рек. 1984 р. | -                               | 17.12.1969 р. № 724  |
| 15.  | 901           | Братська могила радянських воїнів Південного фронту.                                  | Нікольський р-н, Кальчицька с/р, с. Кирилівка, центр.                                                                | 1962 р.              | -                               | 17.12.1969 р. № 724  |
| 16.  | 904           | Братська могила радянських воїнів Південного фронту і пам'ятник односельчанам.        | Нікольський р-н, Касянівська с/р, с. Македонівка, центр.                                                             | 1949 р. рек. 1982 р. | Скульптор: Кисельов І. В.       | 17.12.1969 р. № 724  |
| 17.  | 903           | Братська могила радянських воїнів Південного фронту.                                  | Нікольський р-н, Касянівська с/р, с. Кременівка, центр.                                                              | 1969 р.              | -                               | 17.12.1969 р. № 724  |
| 18.  | 906           | Пам'ятник Костоправу Г. А., грецькому поету, перекладачу, журналісту.                 | Нікольський р-н, Малоянисольська с/р, с. Малий Янисоль, біля Будинку культури.                                       | 1993 р.              | Робоча група Костянтинова В. К. | 29.03.1992 р. № 161  |
| 19.  | 905           | Братська могила радянських воїнів Південного фронту і пам'ятник односельчанам.        | Нікольський р-н, Малоянисольська с/р, с. Малий Янисоль, цвинтар.                                                     | 1956 р. рек. 1980 р. | Скульптор: Костянтинів В. Н.    | 17.12.1969 р. № 724  |
| 20.  | 907           | Могила рядового Ткача С. Т. і пам'ятник односельчанам.                                | Нікольський р-н, Новокраснівська с/р, с. Новокраснівка, вул. Дзержинського, 77.                                      | 1958 р. рек. 1995 р. | -                               | 17.12.1969 р. № 724  |
| 21.  | 908           | Братська могила радянських воїнів Південного фронту і пам'ятник односельчанам.        | Нікольський р-н, Республіканська с/р, с. Республіка, біля сільради.                                                  | 1958 р. рек. 1990 р. | Скульптор: Назаренко М. М.      | 17.12.1969 р. № 724  |
| 22.  | 892           | Братська могила робітників міліції та радянських активістів.                          | Нікольський р-н, Республіканська с/р, с. Республіка, південно-східна околиця села, біля траси Маріуполь — Запоріжжя. | 1967 р. рек. 1982 р. | Скульптор: Балдін Ю. І.         | 17.12.1969 р. № 724  |
| 23.  | 915           | Пам'ятник Могильному М. П, Герою Радянського Союзу.                                   | Нікольський р-н, Республіканська с/р, с. Республіка, центр.                                                          | 1967 р.              | Скульптор: Костін В. М.         | 17.12.1969 р. № 724  |
| 24.  | 910           | Братська могила радянських воїнів Південного фронту.                                  | Нікольський р-н, Темрюцька с/р, с. Темрюк, біля сільського клубу.                                                    | 1975 р.              | Скульптор: Бринь Л. А.          | 17.12.1969 р. № 724  |
| 25.  | 916           | Пам'ятник полковнику Машковському С. П, Герою Радянського Союзу.                      | Нікольський р-н, Темрюцька с/р, с. Темрюк, вул. Леніна, 60.                                                          | 1967 р.              | Скульптор: Костін В. М.         | 17.12.1969 р. № 724  |
| 26.  | 909           | Братська могила радянських воїнів Південного фронту.                                  | Нікольський р-н, Темрюцька с/р, с. Темрюк, парк біля школи.                                                          | 1957 р. рек. 1985 р. | Скульптор: Шеховцов В. М.       | 17.12.1969 р. № 724  |
| 27.  | 911           | Братська могила радянських воїнів Південного фронту.                                  | Нікольський р-н, Темрюцька с/р, с. Темрюк, вул. Шкільна, цвинтар.                                                    | 1956 р. рек. 1990 р. | -                               | 17.12.1969 р. № 724  |
| 28.  | 2963          | Могила Морозова Т. Л., першого голови ревкому.                                        | Нікольський р-н, Темрюцька с/р, с. Темрюк, цвинтар.                                                                  | 1961 р.              | -                               | 12.06.1991 р. № 210  |
| 29.  | 899           | Братська могила радянських воїнів Південного фронту.                                  | Нікольський р-н, Тополинська с/р, с. Перемога, південно-східна частина села.                                         | 1956 р. рек. 1985 р. | -                               | 17.12.1969 р. № 724  |
| 30   | 900           | Братська могила радянських воїнів Південного фронту.                                  | Нікольський р-н, Тополинська с/р, с. Шевченко, південно-східна частина села.                                         | 1959 р. рек. 1990 р. | Скульптор: Назаренко М. М.      | 17.12.1969 р. № 724  |
| 31.  | 918           | Пам'ятник В. І. Леніну (знесений)                                                     | Нікольський р-н, смт Нікольське, вул. Свободи.                                                                       | 1957 р.              | -                               | 17.12.1969 р. № 724  |
| 32.  | 917           | Пам'ятник воїнам-односельчанам.                                                       | Нікольський р-н, Зеленоярська с/р, с. Веселе, центр.                                                                 | 1967 р.              | -                               | 19.04.1983 р. № 280р |
| 33.  | 2154          | Пам'ятник воїнам-односельчанам.                                                       | Нікольський р-н, Зорянська с/р, с-ще Зоря, центр.                                                                    | 1979 р.              | -                               | 10.11.1984 р. № 663р |
| 34.  | 1941          | Пам'ятник воїнам-односельчанам                                                        | Нікольський р-н, Темрюцька с/р, с. Темрюк, біля школи                                                                | 1967 р.              |                                 | 17.12.1969 р. № 724  |
| 35.  | 919           | Пам'ятник Т. Г. Шевченку                                                              | Нікольський р-н, смт Нікольське, вул. Свободи                                                                        | 2001 р.              |                                 | 18.03.2005 р. № 5    |
|      |               |                                                                                       | |                      |                                 |                      |